# Utforskningen av Merkurius
Utforskningen av Merkurius började redan på 1600-talet. Endast en rymdsond har passerat Merkurius 

## Tidiga studier
Eftersom Merkurius är synlig för blotta ögat har planeten varit känd sen antiken. När teleskopet uppfanns i början på 1600-talet förvandlades astronomin, och man förstod att jorden i själva verket kretsade kring solen. En av de avgörande upptäckterna var att Venus uppvisar faser alldeles som månen, men tidiga teleskop var alltför svaga för att visa att Merkurius har faser. En italiensk präst vid namn Giovanni Battista Zupi var den förste som såg Merkurius faser. Eftersom Merkurius ligger så nära solen tog det tid innan man hittade något intressant på planeten. Den första rapporten om ytstrukturer på Merkurius kom från den tyske astronomen Johann Hieronymus Schröter, som i slutet av 1700-talet såg diffusa mörka fläckar på planeten.
Den italienske astronomen Giovanni Schiaparelli hävdade rent av att han sett streck kors och tvärs över planeten. Även om andra astronomer inte höll med om detta var de alla överens om att mönstren, vad de än var, aldrig förändrades. Det betydde att man alltid såg samma sida av Merkurius. Vissa astronomer framkastade att Merkurius därför måste rotera med samma fart som jorden.
1965 användes världens största teleskop, Arecibo-observatoriet i Puerto Rico, för att skicka radiovågor mot Merkurius och registrera ekona, en teknik som kallas radioastronomi. Förändringarna i ekona gjorde det möjligt för astronomerna att beräkna att planetens rotationstid faktiskt är 59 jorddygn d.v.s. 2/3 av Merkuriusåret.

## Rymdsonder
Hittills har bara en rymdsond besökt Merkurius, Mariner 10, och den kom så nära som 327 km från ytan. I själva verket försökte Mariner 10 inte ens hinna ifatt Merkurius. Istället kretsade den kring solen i motsatt riktning mot Merkurius, så att den passerade förbi planeten 3 gånger under 12 månader. Mariner 10 sköts upp den 3 november 1973. Den utnyttjade ett sällsynt tillfälle i början av 1974, då jorden, Venus och Merkurius låg på en rät linje. Den flög först till Venus, där den utnyttjade Venus tyngdkraft för att sakta in och ändra kurs mot Merkurius bana. Trots en del problem under resans gång passerade sonden Venus den 5 februari 1974 och närmade sig Merkurius för första gången i slutet av mars. Den fotograferade 40 % av planetens yta och upptäckte Merkurius magnetfält och atmosfär. Efter 6 månader passerade den Merkurius för andra omgången och då fotograferade den Merkurius sydpol och ytterligare 6 månader senare flög den förbi en sista gång och sände tillbaka mer information om planeten. Än idag cirkulerar den kring solen.